# Гелева, Алексей Павлович
Алексей Павлович Гелева (1904—1984) — советский оперный певец (бас); Заслуженный артист РСФСР (1962).

## Биография
С 1925 года — солист Харьковского оперного театра, затем служил в Третьей украинской передвижной опере, Саратовском, Горьковском, Новосибирском театрах оперы и балета. В 1954—1969 гг. — солист Большого театра.
Выступал и как концертный певец, исполнял украинские и русские народные песни, арии из опер.

## Творчество

### Оперные партии
- «Хованщина» М. П. Мусоргского — Иван Хованский
- «Борис Годунов» М. П. Мусоргского — Варлаам
- «Руслан и Людмила» М. И. Глинки — Фарлаф
- «Князь Игорь» A. П. Бородина — Кончак
- «Война и мир» С. С. Прокофьева — Маршал Даву[2]

### Дискография
- Песня Варлаама «Как во городе было во Казани» (действие I, сцена 2 оперы «Борис Годунов») // «Большой : Выдающиеся певцы ГАБТ 1945—1990 г.» (CDVP 1623975 — 5CD; 2014)[3]
- 3-й корабельщик — «Сказка о царе Салтане» Н. А. Римского-Корсакова; дирижёр В.Небольсин; запись 1958 г. (CDVP 023659)[4]
- Малюта Скуратов, опричник — «Царская невеста» Н. А. Римского-Корсакова; дирижёр Е.Светланов; Запись 20 июня 1958 (CDVP 061496)[5]
- «Садко» Н. А. Римского-Корсакова; дирижёр Е.Светланов; Запись 1964 // Russian Opera : The most thrilling works (CDVP 006936)[6]
- Варлаам — «Борис Годунов» М. П. Мусоргского; дирижёр А.Мелик-Пашаев (CDVP 020182)[7]

### Фильмография
| Год  |   | Название       | Роль             |
| ---- | - | -------------- | ---------------- |
| 1967 | ф | Каменный гость | статуя Командора |

## Награды
- Орден «Знак Почёта» (25 мая 1976 года) — за заслуги в развитии советского музыкального и хореографического искусства и в связи с 200-летием Государственного академического Большого театра СССР[8].
- Заслуженный артист РСФСР (1962).